# Gran Premio di Germania 1998
Il Gran Premio di Germania 1998 fu l'undicesimo appuntamento della stagione di Formula 1 1998.
Disputatosi il 2 agosto sullo Hockenheimring, ha visto la vittoria di Mika Häkkinen su McLaren, seguito da David Coulthard e da Jacques Villeneuve.

## Pre Gara
Sabato, Häkkinen e Coulthard sono confermati ufficialmente dalla McLaren per il 1999; per la coppia si tratta del quarto anno consecutivo nella scuderia, un record.

## Qualifiche
Ancora una volta, la McLaren domina le qualifiche, con Häkkinen che conquista l'ottava pole position stagionale davanti al compagno di squadra Coulthard. Terzo tempo per Villeneuve, che precede i due piloti Jordan, Ralf Schumacher e Hill, Irvine e i due piloti della Benetton, Wurz e Fisichella. Solo nono Michael Schumacher, penalizzato dalla scelta della Ferrari di dedicare la prima giornata di prove alla valutazione della nuova vettura a passo lungo, per poi optare per la vecchia versione. Non partecipa alla sessione decisiva per lo schieramento Rosset, il quale, dopo una violenta uscita di strada la mattina, non riceve il nulla osta dal medico della FIA, Sid Watkins, subendo quindi anche l'esclusione dalla gara.

### Classifica
| Pos | N  | Pilota                | Costruttore/Motore    | Tempo    |        |
| --- | -- | --------------------- | --------------------- | -------- | ------ |
| 1   | 8  | Mika Häkkinen         | McLaren - Mercedes    | 1:41.838 | —      |
| 2   | 7  | David Coulthard       | McLaren - Mercedes    | 1:42.347 | +0.509 |
| 3   | 1  | Jacques Villeneuve    | Williams - Mecachrome | 1:42.365 | +0.527 |
| 4   | 10 | Ralf Schumacher       | Jordan - Mugen-Honda  | 1:42.994 | +1.156 |
| 5   | 9  | Damon Hill            | Jordan - Mugen-Honda  | 1:43.183 | +1.345 |
| 6   | 4  | Eddie Irvine          | Ferrari               | 1:43.270 | +1.432 |
| 7   | 6  | Alexander Wurz        | Benetton - Playlife   | 1:43.341 | +1.503 |
| 8   | 5  | Giancarlo Fisichella  | Benetton - Playlife   | 1:43.369 | +1.531 |
| 9   | 3  | Michael Schumacher    | Ferrari               | 1:43.459 | +1.621 |
| 10  | 2  | Heinz-Harald Frentzen | Williams - Mecachrome | 1:43.467 | +1.629 |
| 11  | 14 | Jean Alesi            | Sauber - Petronas     | 1:43.663 | +1.825 |
| 12  | 15 | Johnny Herbert        | Sauber - Petronas     | 1:44.599 | +2.761 |
| 13  | 16 | Rubens Barrichello    | Stewart - Ford        | 1.44.776 | +2.938 |
| 14  | 12 | Jarno Trulli          | Prost - Peugeot       | 1:44.844 | +3.006 |
| 15  | 21 | Toranosuke Takagi     | Tyrrell - Ford        | 1:44.961 | +3.123 |
| 16  | 11 | Olivier Panis         | Prost - Peugeot       | 1:45.197 | +3.359 |
| 17  | 17 | Mika Salo             | Arrows                | 1:45.276 | +3.438 |
| 18  | 16 | Pedro Diniz           | Arrows                | 1:45.588 | +3.750 |
| 19  | 19 | Jos Verstappen        | Stewart - Ford        | 1:45.623 | +3.785 |
| 20  | 22 | Shinji Nakano         | Minardi - Ford        | 1:46.713 | +4.875 |
| 21  | 23 | Esteban Tuero         | Minardi - Ford        | 1:47:265 | +5.427 |

## Gara
Poco prima della partenza cadono alcune gocce di pioggia, ma la precipitazione cessa immediatamente. Al via, Häkkinen e Coulthard mantengono la testa della corsa; più indietro, Wurz si avvia a fatica e Michael Schumacher lo evita all'ultimo istante. I piloti della McLaren tengono fin dall'inizio un ritmo inavvicinabile per tutti; l'unico a non essere staccato è Ralf Schumacher, unico ad aver scelto di effettuare due soste e quindi alla guida di una vettura più leggera degli altri. Alle spalle dei primi tre si trovano, nell'ordine, Villeneuve, Hill, Irvine, Michael Schumacher, Fisichella, Frentzen e Alesi. Mentre Diniz si ritira, Irvine compie un errore alla seconda chicane, perdendo la sua quinta posizione a favore del compagno di squadra. Wurz, in rimonta, sopravanza Salo, Verstappen e Trulli, mentre Panis viene penalizzato con uno stop & go per partenza anticipata.
Nel corso della 14ª tornata, Ralf Schumacher è il primo pilota a rifornire; il pilota tedesco rientra in pista decimo. La gara continua senza particolari scossoni fino al 22º giro, quando Alesi inaugura la prima ed unica serie di rifornimenti, imitato via via da tutti gli altri. Nel frattempo, le due Stewart si ritirano a tre giri di distanza l'una dall'altra, con entrambi i piloti traditi dal cambio delle proprie vetture. Al 29º passaggio Ralf Schumacher rifornisce per la seconda volta tornando in pista al sesto posto; non ci sono altri avvenimenti degni di nota nelle prime posizioni e la McLaren coglie la quarta doppietta stagionale, con Häkkinen che va a vincere davanti a Coulthard, Villeneuve (al primo podio stagionale), Hill (a punti per la prima volta nel 1998), Michael Schumacher e Ralf Schumacher.

### Classifica
| Pos      | N  | Pilota                | Costruttore/Motore    | Giri | Tempo/Ritiro | Griglia | Punti |
| -------- | -- | --------------------- | --------------------- | ---- | ------------ | ------- | ----- |
| 1        | 8  | Mika Häkkinen         | McLaren - Mercedes    | 45   | 1:20:48.0    | 1       | 10    |
| 2        | 7  | David Coulthard       | McLaren - Mercedes    | 45   | +0.426       | 2       | 6     |
| 3        | 1  | Jacques Villeneuve    | Williams - Mecachrome | 45   | +2.577       | 3       | 4     |
| 4        | 9  | Damon Hill            | Jordan - Mugen-Honda  | 45   | +7.185       | 5       | 3     |
| 5        | 3  | Michael Schumacher    | Ferrari               | 45   | +12.613      | 9       | 2     |
| 6        | 10 | Ralf Schumacher       | Jordan - Mugen-Honda  | 45   | +29.738      | 4       | 1     |
| 7        | 5  | Giancarlo Fisichella  | Benetton - Playlife   | 45   | +31.026      | 8       |       |
| 8        | 4  | Eddie Irvine          | Ferrari               | 45   | +31.649      | 6       |       |
| 9        | 2  | Heinz-Harald Frentzen | Williams - Mecachrome | 45   | +32.784      | 10      |       |
| 10       | 14 | Jean Alesi            | Sauber - Petronas     | 45   | +48.371      | 11      |       |
| 11       | 6  | Alexander Wurz        | Benetton - Playlife   | 45   | +57.994      | 7       |       |
| 12       | 12 | Jarno Trulli          | Prost - Peugeot       | 44   | +1 giro      | 14      |       |
| 13       | 21 | Toranosuke Takagi     | Tyrrell - Ford        | 44   | +1 giro      | 15      |       |
| 14       | 17 | Mika Salo             | Arrows                | 44   | +1 giro      | 17      |       |
| 15       | 11 | Olivier Panis         | Prost - Peugeot       | 44   | +1 giro      | 16      |       |
| 16       | 23 | Esteban Tuero         | Minardi - Ford        | 43   | +2 giri      | 21      |       |
| Ritirato | 15 | Johnny Herbert        | Sauber - Petronas     | 37   | Cambio       | 12      |       |
| Ritirato | 22 | Shinji Nakano         | Minardi - Ford        | 36   | Cambio       | 20      |       |
| Ritirato | 18 | Rubens Barrichello    | Stewart - Ford        | 27   | Cambio       | 13      |       |
| Ritirato | 19 | Jos Verstappen        | Stewart - Ford        | 24   | Cambio       | 19      |       |
| Ritirato | 16 | Pedro Diniz           | Arrows                | 2    | Acceleratore | 18      |       |

## Classifiche

### Piloti
| Pos. | Pilota                | Punti |
| ---- | --------------------- | ----- |
| 1    | Mika Häkkinen         | 76    |
| 2    | Michael Schumacher    | 60    |
| 3    | David Coulthard       | 42    |
| 4    | Eddie Irvine          | 32    |
| 5    | Alexander Wurz        | 17    |
| 6    | Jacques Villeneuve    | 16    |
| 7    | Giancarlo Fisichella  | 15    |
| 8    | Heinz-Harald Frentzen | 8     |
| 9    | Rubens Barrichello    | 4     |
| 9    | Ralf Schumacher       | 4     |
| 11   | Mika Salo             | 3     |
| 11   | Jean Alesi            | 3     |
| 11   | Damon Hill            | 3     |
| 14   | Johnny Herbert        | 1     |
| 14   | Pedro Diniz           | 1     |
| 14   | Jan Magnussen         | 1     |

### Costruttori
| Pos. | Team                  | Punti |
| ---- | --------------------- | ----- |
| 1    | McLaren - Mercedes    | 118   |
| 2    | Ferrari               | 92    |
| 3    | Benetton - Playlife   | 32    |
| 4    | Williams - Mecachrome | 24    |
| 5    | Jordan - Mugen-Honda  | 7     |
| 6    | Stewart - Ford        | 5     |
| 7    | Arrows                | 4     |
| 7    | Sauber - Petronas     | 4     |